# Arxipèlag d'Hochelaga

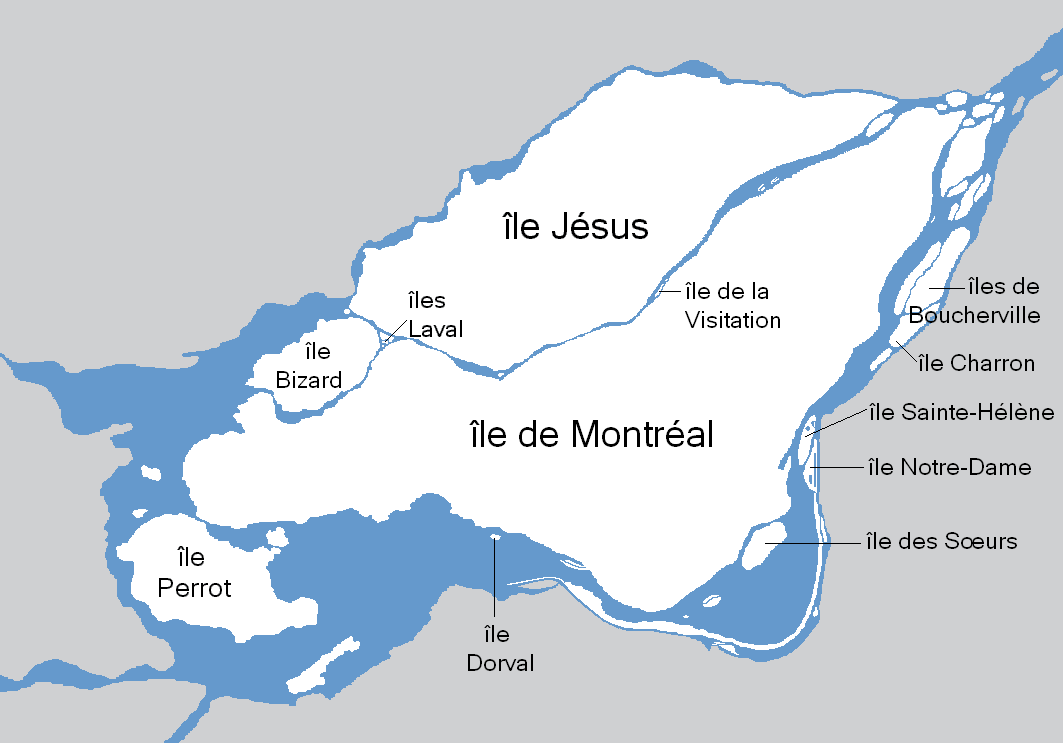
Arxipèlag d'Hochelaga

L'arxipèlag d'Hochelaga, també conegut com les illes de Mont-real (archipel d'Hochelaga en francès), és un grup de 538 illes situat a la confluència dels rius Sant Llorenç i Ottawa, al sud-oest de la província canadenca del Quebec.
L'illa més gran de l'arxipèlag és l'illa de Mont-real, ocupada en bona part per la ciutat de Mont-real. A aquest municipi també pertanyen 74 petites illes de l'arxipèlag, d'entre les quals destaquen les illes Bizard, Dorval, Notre-Dame, Sainte-Hélène i Sœurs.
La segona illa de l'arxipèlag en extensió és l'îlla Jésus, que forma juntament amb les illes Laval i d'altres illes més petites la ciutat de Laval.
D'entre les altres illes destaquen les illes de Boucherville i l'illa Perrot.

## Història
L'arxipèlag pren el seu nom d'Hochelega, un assentament iroquès de l'illa de Mont-real, on posteriorment s'hi va instal·lar una colònia francesa que amb el temps va esdevenir la moderna ciutat de Mont-real.
Diverses teories intenten explicar l'origen del nom d'aquest assentament indi. Una d'elles defensa que Hochelaga ve del mot iroquès oserake, que voldria dir «camí dels castors» o bé «l'indret on hom prepara una emboscada». Une altra interpretació, de L.D. Lighthall, sosté que l'arrel no és oserake sinó osheaga, que vol dir «grans ràpids».